# Shiny Toy Guns
Shiny Toy Guns es una banda de rock estadounidense de Los Ángeles, California conformada en 2002. Su álbum debut, We Are Pilots fue nominado a los premios Grammy en 2007. La banda está compuesta por el vocalista y guitarrista Chad Petree, la vocalista Carah Faye Charnow, el tecladista y bajista Jeremy Dawson y el baterista Mikey Martin.

## Biografía
La banda fue constituida en el año 2002 por el tecladista Jeremy Dawson y el vocalista y guitarrista Chad Petree. Ambos crecieron en Shawnee, Oklahoma y se hicieron amigos desde muy jóvenes. Trabajaron juntos en algunos proyectos previos como Cloud2Ground y Slyder. Después de que terminaron con estos, se mantuvieron en clandestino por un par de años pero siguieron creando música, hasta que enlistan a la cantante Carah Faye Charnow y al baterista Mikey Martin en el 2004 para formar parte de la banda. En Los Ángeles, la banda ganó popularidad rápidamente, ayudada en gran parte por su sitio de MySpace. A comienzos del año 2005, lanzaron independientemente su primer álbum We Are Pilots y emprendieron una gira alrededor de los Estados Unidos en respaldo a su álbum. Luego relanzaron una segunda versión de su disco debut We Are Pilots a finales del 2005, también de forma independiente. Continuaron ampliamente con su gira y en junio de 2006 firmaron con Universal Records y relanzaron la tercera y final copia de We Are Pilots al final del otoño del 2006.
La tercera y final versión de We Are Pilots fue lanzado por su disquera el 17 de octubre de 2006. El 28 de junio de 2007, filmaron en Brooklyn, Nueva York el video musical para la canción Rainy Monday.
El 6 de diciembre de 2007, We Are Pilots recibió una nominación al Grammy en la categoría a mejor álbum de Electrónica/Dance, pero perdieron ante The Chemical Brothers.
El 12 de agosto de 2008, y luego de una serie de rumores, el grupo confirma finalmente la salida del grupo de la vocalista Carah Faye Charnow, la cual sería reemplazada por Sisely Treasure en el nuevo disco del grupo Season of Poison, que fue lanzado al mercado en octubre de 2008.
El 10 de febrero de 2011, la vocalista Carah Faye Charnow regresó luego de la salida de Sisely Treasure. Asimismo, también se enlista Daniel Johansson, ambos de la banda musical Versant, para lanzar el nuevo álbum III.
El 10 de mayo de 2012 la bando informó que Daniel Johansson dejó la banda.

## Discografía

### Completos
- We Are Pilots (17 de octubre de 2006; Universal Motown Records)
- Season of Poison - (4 de noviembre de 2008)
- Girls Le Disko - (15 de diciembre de 2009)
- III - (22 de octubre de 2012)

### Recopilaciones
- Goth Electro Tribute to Prince – (31 de mayo de 2005; contribuyó con “Nothing Compares 2 U”)
- Goth Electro Tribute Depeche Mode  -(4 de octubre de 2005; contribuyó con “Stripped”)
- This is Rave-Electro –(1 de enero de 2007; contribuyó con “Stripped”)
- Blood & Chocolate Soundrack – (23 de enero de 2007; contribuyó con “Stripped”)
- Bam Margera Presents — Viva La Songs, Vol. 2 – (4 de septiembre de 2007; contribuyó con “Rocketship”)

### Sencillos
| Año  | Canción           | US Hot 100 | U.S. Modern Rock | U.S. Mainstream Rock | UK Singles Chart | Álbum            |
| ---- | ----------------- | ---------- | ---------------- | -------------------- | ---------------- | ---------------- |
| 2006 | "Le Disko"        | 1141       | 26               | -                    | -                | We Are Pilots    |
| 2007 | "You Are the One" | -          | 25               | -                    | 94               | We Are Pilots    |
| 2007 | "Rainy Monday"    | -          | 23               | -                    | -                | We Are Pilots    |
| 2007 | "Don't Cry Out"   | -          | -                | -                    | -                | We Are Pilots    |
| 2008 | "Ricochet"        | -          | 17               | -                    | -                | Season of Poison |
| 2008 | "Ghost Town"      |            | 31               | -                    | -                | Season of Poison |

- 1 indica la canción elegida por el Hot 100 pero en el puesto #14 del Bubbling Under Hot 100 Singles.

## Miembros

### Actuales
- Chad Petree – guitarrista, vocalista (2002-presente)
- Carah Faye Charnow - vocalista (2004-2008) y (2011-presente)
- Jeremy Dawson – teclista, bajista (2002-presente)
- Mikey Martin – baterista (2004-presente)

### Antiguos miembros
- Sisely Treasure - vocalista (2008-2011)
- Daniel Johansson - guitarrista y teclista (2011-2012)